# 鹿島美織
鹿島 美織（かしま みおり、1976年 - ）は、日本の社会起業家。こども防災協会代表。NPOぐるぐる応援団代表。宮城県石巻市で石巻市震災伝承検討委員。

## 来歴
慶應義塾大学環境情報学部（SFC）に入学。1999年にリクルート入社。ISIZE、リクナビやゼクシィ等での広告制作・企画・編集等を行い、独立。広告制作・マーケティングのコンサルティング等を行う。東日本大震災を契機に災害の復興支援活動に関わる。
2017年3月、主として小学生を中心としたこども向けに防災キャンプや出張事業等を行うこども防災協会を創立。

## 受賞歴
- DBJ第1回「女性新ビジネスプランコンペティション」震災復興特別賞[5]
- 復興大臣特別賞[6]

## メディア掲載
- 『ダイヤモンド・オンライン』[7]
- 『東北復興新聞+』[8]
- 『東北ココからスペシャル』[9]
- 『日本経済新聞』[10]